# Kara-hardash
Kara-hardash est un roi de Babylone de la dynastie kassite, qui aurait régné vers 1333/2 av. J.-C.
Il est mentionné dans l’Histoire synchronique ou Chronique synchrone (i 8'-11'), qui le présente comme le fils du roi babylonien Burna-Buriash II et de Muballitat-Sherua, la fille du roi assyrien Assur-uballit Ier. Il est rapidement renversé et tué par des troupes kassites rebelles, peut-être par crainte de voir leur royaume tomber sous l'influence assyrienne, qui placent Nazi-Bugash sur le trône (~1332). Les Assyriens interviennent alors pour introniser Kurigalzu II, fils de Burna-Buriash.
L'autre chronique relatant ces événements, la Chronique P (i 2-14), lui substitue un roi nommé Kadashman-Harbe, présenté comme le fils de Kara-indash, fils de Muballit-Sherua, fille d'Assur-uballit. Il est également tué par les Kassites, remplacé par un certain Shuzigash, qui est renversé par les Assyriens qui le remplacent par Kurigalzu, cette fois-ci présenté comme le fils de Kadashman-Harbe. 
Aucune autre source ne permet de trancher entre ces deux versions. L'approche la plus courante, à la suite de Röllig et surtout de Brinkman, est de considérer que l’Histoire synchronique est la plus fiable, la Chronique P étant souvent considérée comme moins fiable (notamment parce qu'elle mentionne Kara-indash comme père de Kadashman-Harbe, alors que le roi de ce nom a régné bien avant), et que le nom du roi est Kara-hardash. Le manuscrit de la Liste royale A qui donne le nom des rois babyloniens est brisée sur la partie concernant cette période. 
Kara-hardash apparaît peut-être dans une lettre mise au jour à Assur, mais la lecture est incertaine.